# 火山高
『火山高』（かざんこう、原題：화산고）は、2001年制作の韓国のアクション映画。
高校を舞台に、生徒と教師が“気”と武術で過激な闘いを繰り広げる姿をワイヤーアクションとCG技術を駆使して制作した学園VFXアクション。日本公開版は、再編集と字幕による補足説明が施されている。2002年度東京国際ファンタスティック映画祭オープニング上映作品。

## あらすじ
火山高校は17年にも及ぶ教師の乱で秩序は乱れ、彼らと生徒たちとの間で覇権争いが繰り返されていた。彼らは、校長が所有する“師備忘録”という秘伝書を我がものにしようと狙っていた。
ある日、その火山高校にキム・ギョンスという少年が転校して来た。彼が超人的な“気”の持ち主であったことから、教師陣と生徒たちの壮絶な闘いに巻き込まれていく。

## キャスト
※括弧内は日本語吹替。
- キム・ギョンス：チャン・ヒョク（関智一）
- ユ・チェイ：シン・ミナ（林原めぐみ）
- チャン・リャン：キム・スロ（森川智之）
- ソン・ハンニム：クォン・サンウ（子安武人）
- ソ・ヨソン：コン・ヒョジン（宮村優子）
- カタツムリ：チョン・サンフン（山口勝平）
- シンマ：キム・ヒョンジョン（檜山修之）
- ヨウマ：チェ・シア（城雅子）
- 数学教師マー・バンジン：ホ・ジュノ（磯部勉）
- チャン・ハクサ教頭：ピョン・ヒボン（池田勝）
- チャン・オジャ校長：ユン・ムンシク（石森達幸）
- 学年主任：キム・イル（稲葉実）
- 国語教師：チョ・ソングォン（檀臣幸）
- 漢文教師：シン・チョルジン（鈴木清信）
- 音楽教師：パク・トンビン（大塚芳忠）
- 英語教師：キム・サンミ（朴璐美）
- 保健の先生：チョン・ウォンジュン（茶風林）
- ホッケー部主将：パク・ソヌ（土田大）
- ギョンスの父親：チョ・サンゴン（大川透）
- ギョンスの母親：チン・ヨンラン（重松朋）
- 柔道部主将：キム・ヒョク（清水敏孝）
- ナレーション：古田新太